# قانون حفظ آثار ملی
قانون حفظ آثار ملی مصوب ۱۲ آبان ماه۱۳۰۹
- ماده اول - کلیه آثار صنعتی و ابنیه و اماکنی که تا اختتام دوره سلسله زندیه در مملکت ایران احداث شده اعم از منقول و غیرمنقول با رعایت ماده۱۳ این قانون می‌توان جزء آثار ملی ایران محسوب داشت و در تحت حفاظت و نظارت دولت می‌باشد.[۱]
- ماده دوم - دولت مکلف است از کلیه آثار ملی ایران که فعلاً معلوم و مشخص است و حیثیت تاریخی یا علمی یا صنعتی خاصی دارد فهرستی‌ترتیب داده و بعدها هم هر چه از این آثار مکشوف شود ضمیمه فهرست مزبور بنماید. فهرست مزبور بعد از تنظیم طبع شده و به اطلاع عامه خواهدرسید.[۲]
- ماده سوم - ثبت مال در فهرست آثار ملی پس از تشخیص و اجازه کتبی وزارت معارف خواهد بود ولیکن ثبت مالی که مالک خصوصی داشته باشدباید قبلاً به مالک اخطار شود و قطعی نمی‌شود مگر پس از آنکه به مالک اخطار و به اعتراض او اگر داشته باشد رسیدگی شده باشد و وظایف مقرره دراین قانون راجع به آثار ملی فقط پس از قطعی شدن ثبت بر عهده مالک تعلق خواهد گرفت.[۲]
- ماده چهارم - مالک مال غیرمنقولی که مطابق این قانون از آثار ملی می‌توان محسوب داشت و همچنین هر کس که بر وجود چنین مالی پی ببرد بایدبه نزدیکترین اداره مربوطه از ادارات دولتی اطلاع بدهد تا در صورتی که مقامات صالحه مقرره در نظامنامه

اجراییه این قانون تصدیق نمودند که از آثارملی است در فهرست آثار ملی ثبت بشود.
- ماده پنجم - اشخاصی که مالک یا متصرف مالی باشند که در فهرست آثار ملی ثبت شده باشد می‌توانند حق مالکیت یا تصرف خود را حفظ کنندولیکن نباید دولت را از اقداماتی که برای حفاظت آثار ملی لازم می‌داند ممانعت نمایند در صورتی که عملیات دولت برای حفاظت مستلزم مخارجی‌شود دولت از مالک مطالبه عوض نخواهد نمود و اقدامات مزبور مالکیت مالک را متزلزل نخواهد کرد.[۲]
- ماده ششم - عملیات مفصله ذیل ممنوع و مرتکبین آن به موجب حکم محکمه قضایی به اداء پنجاه تومان الی هزار تومان جزای نقدی محکوم‌خواهند شد و به علاوه معادل خسارتی که به واسطه عمل خود بر آثار ملی وارد ساخته‌اند می‌توان از ایشان اخذ نمود:
  - الف - منهدم کردن یا خرابی وارد آوردن به آثار ملی و مستور ساختن روی آن‌ها به اندود یا رنگ و رسم کردن نقوش و خطوط بر آنها.[۲]
  - ب - اقدام به عملیاتی در مجاورت آثار ملی که سبب تزلزل بنیان یا تغییر صورت آن‌ها شود.[۱]
  - ج - تملک و معامله بدون اجازه دولت نسبت به مصالح و مواد متعلقه به ابنیه مذکوره در فهرست آثار ملی.[۱]

اقدام به مرمت و تجدید بنایی از آثار ملی که در تصرف اشخاص باشد باید با اجازه و تحت نظر دولت واقع شود و الا مجازات‌های سابق‌الذکر ممکن است‌به مرتکب تعلق گیرد.
- ماده هفتم - اموال منقوله که از آثار ملی محسوب و مالک خصوصی داشته باشد باید در فهرست جداگانه به ترتیبی که در ماده سه مقرر است ثبت‌شود.[۱]
- ماده هشتم - برای هر مال منقولی که در فهرست آثار ملی ثبت شده باید یک معرفینامه در دو نسخه تنظیم شود که وصف و اصل و منشأ و کیفیت‌اکتشاف آن را معلوم کند و به یک یا چندین عکس از آن منضم باشد یک نسخه از این معرفی‌نامه در دفتر آثار ملی دولت مضبوط و نسخه دیگر مجاناً به‌مالک مال داده می‌شود و در هر قسم نقل و انتقال آن مال باید آن نسخه معرفی‌نامه همراه باشد و آثاری که بر ثبت مال در فهرست آثار ملی مترتب می‌گردد در تغییر ایادی نسبت به آن مال منفک نخواهد شد.[۱]
- ماده نهم - هر کس مالک مال منقولی است که در فهرست آثار ملی ثبت شده اگر بخواهد آن را به دیگری بفروشد باید به اداره مربوطه دولتی کتباً‌اطلاع دهد دولت اگر بخواهد آن مال را جزء مجموعه‌های دولتی آثار ملی قرار دهد در ابتیاع آن با شرایط متساوی بر مردم دیگر حق تقدم دارد ولیکن درظرف ده روز پس از رسید دادن به اعلام کتبی صاحب مال دولت باید قصد خود را در ابتیاع آن به مالک اعلام کند و اگر نکرد صاحب مال می‌تواند مال رابه دیگری بفروشد در هر حال مالک این اموال به هر نحو از انحاء آن را به دیگری منتقل کند باید پس از انتقال در ظرف ده روز اسم و محل اقامت مالک‌جدید را به اطلاع دولت برساند.[۲] اگر کسی مالی را که در فهرست آثار ملی ثبت شده بدون اطلاع وزارت معارف یا نمایندگان او بفروشد محکوم به جزای نقدی معادل قیمت فروش آن‌مال خواهد شد و نیز دولت می‌تواند مال را از مالک جدید اخذ نموده و قیمتی را که مالک جدید ادا نموده به او پرداخت نماید خریدار نیز اگر از ثبت‌بودن مال در فهرست آثار ملی مطلع بوده و با وصف این خریده باشد مانند فروشنده مجازات خواهد شد.[۲] مگر اینکه خود او به دولت اعلام کرده باشد.
- ماده دهم - هر کس اموال منقوله که مطابق این قانون از آثار ملی محسوب تواند شد بر حسب تصادف و اتفاق به دست آورد اگر چه در ملک خود اوباشد باید هر چه زودتر به وزارت معارف یا نمایندگان او اطلاع بدهد هر گاه مقامات مربوطه دولتی اموال مزبوره را قابل ثبت در فهرست آثار ملی‌دانستند نصف آن اموال به کاشف واگذار یا قیمت عادله آن به تصدیق اهل خبره به او داده می‌شود و نسبت به نصف دیگر دولت اختیار دارد که ضبط ویا بلاعوض به کاشف واگذار کند.[۲]
- ماده یازدهم - حفر اراضی و کاوش برای استخراج آثار ملی منحصراً حق دولت است و دولت مختار است که به این حق مستقیماً عمل کند یا به‌مؤسسات علمی یا به اشخاص یا شرکت‌ها واگذار نماید واگذاری این حق از طرف دولت به موجب اجازه‌نامه مخصوص باید باشد که محل کاوش وحدود و مدت آن را تعیین نماید و نیز دولت حق دارد در هر مکان که آثار و علائمی ببیند و مقتضی بداند برای کشف و تعیین نوع و کیفیات آثار ملی‌اقدامات اکتشافیه بنماید.[۲]
- ماده دوازدهم - حفاری اگر فقط برای کشف آثار ملی و تحقیقات علمی باشد حفاری علمی و اگر برای خرید و فروش اشیاء عتیقه باشد حفاری‌تجارتی است اجازه حفاری علمی فقط به مؤسسات علمی داده می‌شود در ابنیه و اموال غیر منقوله که در فهرست آثار ملی ثبت شده حفاری تجارتی‌ممنوع است.[۲]
- ماده سیزدهم - حفاری در اراضی که مالک خصوصی دارد گذشته از اجازه دولت استرضای مالک را نیز لازم دارد در محلهایی که در فهرست آثارملی ثبت شده یا دولت پس از اقدامات اکتشافیه آن‌ها را در فهرست ثبت کند مالک حق امتناع از اجازه حفاری ندارد و فقط می‌تواند حقی مطالبه کند ومأخذ تعیین این حق ضعف اجرت‌المثل زمینی است که مالک به واسطه حفر از استفاده آن محروم می‌گردد به علاوه خسارتی که به مالک وارد می‌شود و مخارجی که بعد از حفاری برای اعاده زمین به حالت اولیه باید نمود.[۳]
- ماده چهاردهم - در ضمن عملیات حفاری علمی یا تجارتی آنچه در یک محل و یک موسم کشف شود اگر مستقیماً توسط دولت کشف شده تماماً‌متعلق به دولت است و اگر دیگری کشف کرده باشد دولت تا ده فقره از اشیایی که حیثیت تاریخی و صنعتی دارد می‌تواند انتخاب و تملک و از بقیه‌نصف را مجاناً به کاشف واگذار و نصف دیگر را ضبط کند هر گاه کلیه اشیاء زائد بر ده فقره نبوده و دولت همه را ضبط کند مخارجی را که حفرکننده‌متحمل شده‌است به او می‌پردازد.[۲] ابنیه و اجزاء ابنیه از تقسیم فوق مستثنی است و دولت می‌تواند تمام را متصرف شود.
  - تبصره - مقصود از یک موسم یک دوره عملی است که مدت آن از یک سال بیشتر نباشد.[۴]
- ماده پانزدهم - اشیایی که در نتیجه حفاری علمی کشف شود آنچه سهم دولت باشد باید در مجموعه‌ها و موزه‌های دولتی ضبط شود و فروش آنهاجایز نیست و آنچه سهم کاشف باشد متعلق به خود او است اشیایی که از حفاری تجارتی حاصل شده باشد دولت از قسمتی که به خود او تعلق می‌گیردهر چه قابل موزه باشد ضبط و بقیه را به هر نحو مقتضی داند نقل و انتقال می‌دهد فروش این اموال از طرف دولت به مزایده خواهد بود.[۲]
- ماده شانزدهم - متخلفین از ماده (۱۰) و کسانی که بدون اجازه و اطلاع دولت حفاری کنند ولو در ملک خودشان باشد و کسانی که اموال‌آثار ملی را به‌طور قاچاق از مملکت خارج کنند محکوم به بیست تومان الی دو هزار تومان جزای نقدی خواهند شد و اشیاء مکتشفه هم برای دولت‌ضبط می‌شود.[۲] حفر اراضی و عملیات نظیر آن در صورتی که به قصد کشف آثار عتیقه واقع نشده باشد مستوجب مجازات سابق‌الذکر نخواهد بود.[۲]
- ماده هفدهم - کسانی که بخواهند تجارت اشیاء عتیقه را کسب خود قرار دهند باید از دولت تحصیل اجازه کرده باشند همچنین خارج کردن آن‌ها ازمملکت به اجازه دولت باید باشد و اگر کسی بدون اجازه دولت در صدد خارج کردن اشیایی که در فهرست آثار ملی شده برآید اشیاء مزبور ضبط دولت‌می‌شود نسبت به اشیایی که بر طبق ماده (۱۰ و ۱۴) این قانون سهم کاشف شده اگر در فهرست آثار ملی ثبت نشده دولت از دادن جواز صدور امتناع‌نخواهد نمود و اگر در فهرست مزبور ثبت شده مشمول مقررات ماده هیجدهم خواهد بود.[۲]
- ماده هیجدهم - اشیایی که از آثار ملی محسوب است هر گاه بخواهند تقاضای جواز صدور نمایند دولت حق دارد از اجازه صدور امتناع نموده و به‌قیمتی که صادرکننده برای صدور جواز در تقاضانامه خود اظهار کرده ابتیاع نماید و اگر مالک در فروش به قیمت اظهار شده امتناع نمود جواز صدور داده‌نخواهد شد و هر گاه اجازه صدور داده شد معادل صدی پنج از قیمت عادله آن به تقویم مقوم دولتی حق صدور اخذ می‌شود اگر بین صاحب مال و مقوم‌اختلاف شود کمیسیون مخصوصی که تشکیل آن در نظامنامه اجراییه این قانون پیش‌بینی می‌شود رفع اختلاف خواهد نمود.[۲] حق صدور مذکور در این ماده غیر از حقوق گمرکی است که بر طبق تعرفه گمرکی از این اشیاء مأخوذ می‌گردد صدور اشیایی که از حفاری علمی با اجازه‌دولت حاصل شده و سهم کاشف باشد در هر حال جائز و از پرداخت هر گونه حقوق و عوارض معاف است[۲]
- ماده نوزدهم - برای تعیین شرایط تجارت اشیاء عتیقه و همچنین اجرای کلیه مقررات این قانون نظامنامه مخصوصی تهیه شده و به تصویب هیئت‌وزراء خواهد رسید.[۲]
- ماده بیستم - اجازه‌هایی که تا کنون برای حفاری داده شده در صورت عدم موافقت با این قانون از درجه اعتبار ساقط است.[۱] این قانون که مشتمل بر بیست ماده است در جلسه دوازدهم آبان ماه یک هزار و سیصد و نه شمسی به تصویب مجلس شورای ملی رسید.[۱]